# Mike Johanns

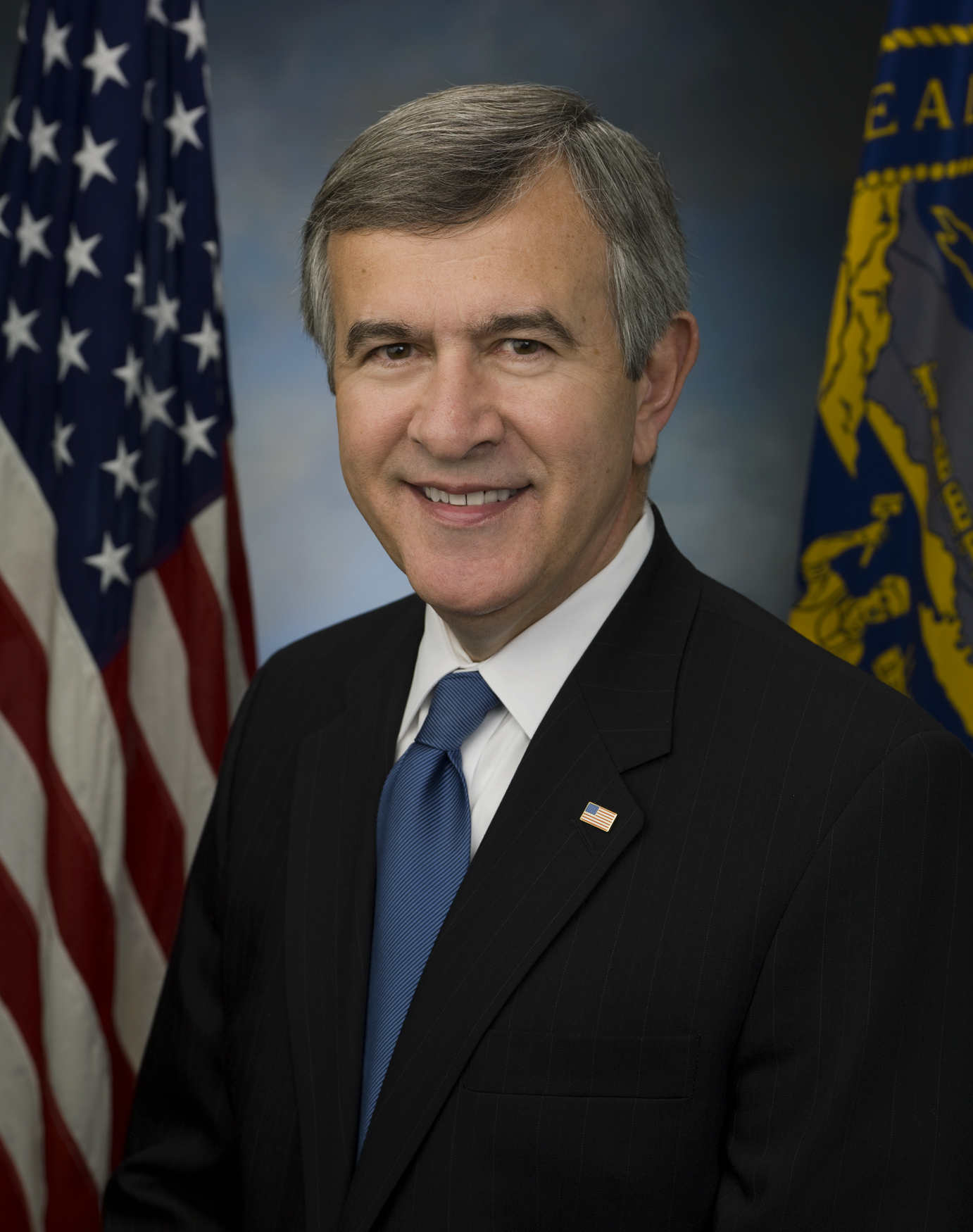
Mike Johanns (2009)

Michael Owen „Mike“ Johanns (* 18. Juni 1950 in Osage, Iowa) ist ein US-amerikanischer Politiker der Republikanischen Partei. Er war zwischen 1999 und 2005 der Gouverneur des Bundesstaates Nebraska, von 2005 bis 2007 Landwirtschaftsminister der USA und von Januar 2009 bis Januar 2015 Mitglied im Senat der Vereinigten Staaten für Nebraska.

## Frühe Jahre und politischer Aufstieg
Mike Johanns besuchte nach der Grundschule bis 1971 das St. Marys College in Winona (Minnesota). Anschließend studierte er an der Creighton University in Omaha Jura. Nach dem Examen und der Zulassung als Anwalt begann er in diesem Beruf in O’Neill und dann in Nebraskas Hauptstadt Lincoln zu praktizieren.
Im Jahr 1982 wurde Johanns in den Kreisrat (County Board) des Lancaster County gewählt. 1989 wurde er Stadtrat in Lincoln. Von 1991 bis 1998 war er Bürgermeister der Stadt Lincoln und wurde dann 1998 mit 54 Prozent der Stimmen gegen den Demokraten Bill Hoppner zum neuen Gouverneur von Nebraska gewählt. Im Jahr 2002 wurde er in diesem Amt gegen Stormy Dean mit 69:27 Prozent bestätigt.

## Gouverneur, Minister und Senator

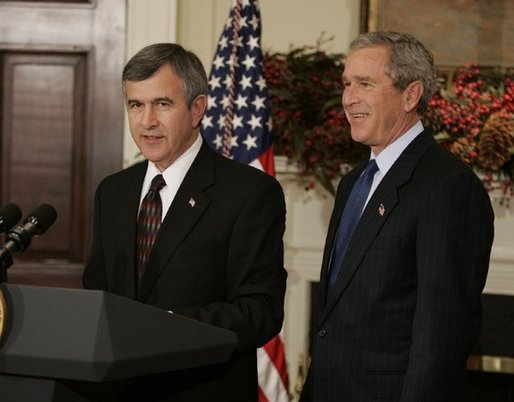
Präsident George W. Bush (rechts) und Mike Johanns (2004)

Johanns trat sein neues Amt am 7. Januar 1999 an. In seiner bis zum 20. Januar 2005 gehenden Amtszeit setzte er sich für Steuererleichterungen und eine starke Wirtschaft in Nebraska ein. Zu diesem Zweck begleitete er Handelsdelegationen nach Asien, Australien und Südamerika, um dort wirtschaftliche Kontakte herzustellen. Er förderte auch die Schaffung neuer Arbeitsplätze, vor allem im ländlichen Raum. Außerdem wurden Sparmaßnahmen in der Regierung eingeführt, unter anderem wurde der Gebrauch von Dienstfahrzeugen eingeschränkt. Im Bereich der inneren Sicherheit wurde das Strafrecht verschärft und der Jugendschutz gestärkt. Johanns war Mitglied zahlreicher Gouverneursvereinigungen.
Am 2. Dezember 2004 wurde Johanns von Präsident George W. Bush als Nachfolger von Ann Veneman zum neuen US-Landwirtschaftsminister ernannt. Am 20. Januar 2005, wenige Stunden nach dem Beginn von Bushs zweiter Amtszeit, wurde Mike Johanns vom Senat bestätigt. Am selben Tag trat er von seinem Posten als Gouverneur zurück und gehörte bis zu seinem Rücktritt am 20. September 2007 dem Kabinett Bush an. Seinen Schritt begründete er damit, seinem Land in einer anderen Aufgabe dienen zu wollen. Bald wurde klar, dass er sich bei der Wahl im Jahr 2008 um einen Sitz im US-Senat bewerben wollte, was er dann erfolgreich tat. Mit 57,7 Prozent der Stimmen bezwang er den Demokraten Scott Kleeb und löste damit den nicht mehr kandidierenden Republikaner Chuck Hagel ab. Im Senat saß Johanns im Landwirtschafts-, im Banken-, im Handels- und im Veteranenausschuss. Als einer von vier republikanischen Senatoren stimmte er im Februar 2013 der Ernennung seines Vorgängers Hagel zum neuen US-Verteidigungsminister zu. Im Februar 2013 kündigte er an, sich 2014 nicht für eine zweite Amtszeit als Senator zu bewerben, sondern sich mit dem Ende des Mandats ins Privatleben zurückzuziehen. Am 3. Januar 2015 schied er aus dem Senat aus.
Mike Johanns ist zum zweiten Mal verheiratet und hat zwei Kinder.